# Tandvlinders
De tandvlinders (Notodontidae) zijn een familie van vlinders uit de superfamilie Noctuoidea. De familie van de tandvlinders omvat wereldwijd verspreid meer dan 3800 soorten. De meeste soorten komen voor in tropische gebieden. In Nederland zijn 32 soorten waargenomen. Hieronder valt de eikenprocessierups, die berucht is om zijn brandharen.  
Tandvlinders hebben een dik lichaam en een behaard uiterlijk. De meeste zijn bruinig van kleur en tonen enige gelijkenis met uilen, vlinders uit de familie Noctuidae. Sommige soorten hebben twee staartjes aan hun achterlijf of een uitsteeksel op hun rug die in rust boven de vleugels uitsteekt, wat de aanduiding tandvlinder verklaart. Met name de rupsen van de hermelijnvlinders hebben een gevorkte staart waaruit bij verstoring rode, zweepachtige draden tevoorschijn komen die heen en weer bewegen 
De rupsen van tandvlinders zijn niet altijd behaard en nemen vaak bijzondere houdingen aan om vijanden om de tuin te leiden of af te schrikken. De imagines eten niet meer, maar vele ervan hebben toch monddelen.

## Onderfamilies
- Dioptinae
- Dudusinae
- Hemiceratinae
- Heterocampinae
- Notodontinae
- Nystaleinae
- Phalerinae
- Platychasmatinae
- Pygaerinae
- Thaumetopoeinae

## In Nederland waargenomen soorten
- Genus: Cerura
  - Cerura erminea - (Witte hermelijnvlinder)
  - Cerura vinula - (Hermelijnvlinder)
- Genus: Clostera
  - Clostera anachoreta - (Kleine wapendrager)
  - Clostera anastomosis - (Roestbruine wapendrager)
  - Clostera curtula - (Bruine wapendrager)
  - Clostera pigra - (Donkere wapendrager)
- Genus: Drymonia
  - Drymonia dodonaea - (Gestreepte tandvlinder)
  - Drymonia obliterata - (Beukentandvlinder)
  - Drymonia querna - (Witlijntandvlinder)
  - Drymonia ruficornis - (Maantandvlinder)
  - Drymonia velitaris - (Zuidelijke tandvlinder)
- Genus: Furcula
  - Furcula bicuspis - (Berkenhermelijnvlinder)
  - Furcula bifida - (Wilgenhermelijnvlinder)
  - Furcula furcula - (Kleine hermelijnvlinder)
- Genus: Gluphisia
  - Gluphisia crenata - (Populierentandvlinder)
- Genus: Harpyia
  - Harpyia milhauseri - (Draak)
- Genus: Leucodonta
  - Leucodonta bicoloria - (Tweekleurige tandvlinder)
- Genus: Notodonta
  - Notodonta dromedarius - (Dromedaris)
  - Notodonta torva - (Geelbruine tandvlinder)
  - Notodonta tritophus - (Wilgentandvlinder)
  - Notodonta ziczac - (Kameeltje)
- Genus: Odontosia
  - Odontosia carmelita - (Berkentandvlinder)
- Genus: Peridea
  - Peridea anceps - (Eikentandvlinder)
- Genus: Phalera
  - Phalera bucephala - (Wapendrager)
- Genus: Pheosia
  - Pheosia gnoma - (Berkenbrandvlerkvlinder)
  - Pheosia tremula - (Brandvlerkvlinder)
- Genus: Pterostoma
  - Pterostoma palpina - (Snuitvlinder)
- Genus: Ptilodon
  - Ptilodon capucina - (Kroonvogeltje)
  - Ptilodon cucullina - (Esdoorntandvlinder)
- Genus: Ptilophora
  - Ptilophora plumigera - (Pluimspinner)
- Genus: Stauropus
  - Stauropus fagi - (Eekhoorn)
- Genus: Thaumetopoea
  - Thaumetopoea processionea - (Eikenprocessierups)